# Die Spur führt zum Hafen (1951)
Die Spur führt zum Hafen (Originaltitel: The Mob) ist ein in Schwarzweiß gedrehter US-amerikanischer Gangsterfilm und Film noir von Robert Parrish aus dem Jahr 1951. Er entstand nach dem Roman Waterfront von Ferguson Findley.

## Handlung
Nachdem er versehentlich den Mörder eines Zeugen, der gegen das organisierte Verbrechen im Hafenarbeitermilieu aussagen sollte, hat entkommen lassen, bekommt Polizist Johnny Damico eine Chance zur Rehabilitierung: Er soll unter falschem Namen (Tim Flynn) als Dockarbeiter anheuern und den unerkannt operierenden Bandenchef Blackie Clay ausfindig machen. Um Johnnys Identität zu schützen, wird in der Zeitung ein Foto des offiziell suspendierten Johnny veröffentlicht, das einen anderen Mann zeigt.
Durch Johnnys großspuriges Auftreten wird die Unterwelt schnell auf ihn aufmerksam. Gangster Joe Castro lässt Johnny durch seinen Gehilfen Gunner entführen, aber weil er auch unter Prügel nicht seine wahre Identität verrät, lässt Castro ihn schließlich laufen. Am nächsten Tag wird Johnny von Sergeant Bennion verhaftet, weil ein Arbeiter, mit dem er eine Auseinandersetzung hatte, erschossen wurde. Trotz Bennions brutaler Verhörmethoden hält Johnny auch auf dem Revier dicht. Nachdem eine ballistische Untersuchung seiner Waffe seine Unschuld bestätigt, setzt man ihn wieder auf freien Fuß. Johnny, der Gunner für den wahren Mörder hält, schlägt diesen zusammen und lässt ihn durch seine Vorgesetzten aus dem Verkehr ziehen, um den Eindruck zu erwecken, er habe Gunner getötet und seinen Leichnam beseitigt. Castro, der Johnnys „Mord“ an Gunner rächen will, wird von dem Undercoveragenten Clancy verhaftet.
Beeindruckt von Johnnys scheinbarer Rücksichtslosigkeit, macht der Barkeeper Smoothie ihm das Angebot, einen Auftragsmord für seine Hintermänner zu übernehmen. Überzeugt, dass Smoothie Johnny zu Blackie Clay bringen wird, präpariert die Polizei Smoothies Wagen. Eine stetig auslaufende phosphoreszierende Flüssigkeit soll den Beamten helfen, dem Wagen in sicherem Abstand zu folgen, doch ein Fahrzeug der Stadtreinigung verwischt diese. Smoothie entpuppt sich als der gesuchte Blackie Clay und eröffnet Johnny in seinem Unterschlupf, dass der Mann, den er umbringen soll, niemand anderes als Johnny Damico ist. Um Johnnys Aufenthaltsort zu erfahren, hat Blackie Johnnys Freundin Mary in seine Gewalt gebracht, die ihn trotz erlittener Misshandlungen nicht verraten hat. Johnny schießt Blackie und seinen Handlanger nieder, aber Blackie kann verletzt entkommen. Bennion, der für Blackie arbeitet, wird verhaftet. Als Johnny Mary im Krankenhaus besucht, will Blackie beide dort ermorden, da sie ihn identifizieren können. Ehe Blackie seinen Plan in die Tat umsetzen kann, wird er von Scharfschützen der Polizei getötet.

## Hintergrund
Die Spur führt zum Hafen startete am 17. Oktober 1951 in den USA und am 20. November 1952 in der BRD.
Das Werk wurde auch unter dem Alternativtitel Harte Fäuste gezeigt.

## Kritik
„Versehen mit Parrishs temporeicher, wendiger Regie, exzellenter Kameraarbeit (Joseph Walker) und durchgehend lebhaften, darstellerischen Leistungen, ist das Ergebnis ein ungewöhnlich spannendes und amüsantes Genrestück.“

„Überdurchschnittlicher, durchweg spannender Kriminalfilm.“

„Ein reißerischer und an Schießereien und brutalen Raufereien nicht sparsamer Kriminalfilm.“